# Karimás ezerlábú
A karimás ezerlábú (Polydesmus complanatus) a karimás ikerszelvényes-alakúak rendjéhez tartozik.

## Előfordulás
Közép-Európa nagy részén megtalálható faj, lombhullató erdőkben gyakori, avarban, korhadó fák kérge alatt, farakások, kövek alatt. Korhadó fával táplálkozik.

## Életmód
Főként este aktívak. Vöröses-barna teste 20 szelvényből áll. A hímeknél a 7. szelvényen lévő két lábpár közül az első genopódiummá módosult. A nőstény csomókban rakja le petéit, melyeket kicsiny, kúpszerű földkupaccal takar be. Egyedfejlődésüket teloanamorfózis jellemzi, mely során az állat többször vedlik ivarérettségig, mire eléri a végleges méretét.